# Malovan (prijevoj)
Malovan je planinski prijevoj u Bosni i Hercegovini.
Preko Malovan prolazi magistralna cesta M-16 koja povezuje Kupres i Kuprešku visoravan s Livnom i Livanjskim poljem odnosno Tomislavgradom i Duvanjskim poljem. Ispod prijevoja Malovan izvire rijeka ponornica  Šujica.
U blizini se nalaze naselja Gornji Malovan i Donji Malovan.